# ReGenesis
ReGenesis este un serial science-fiction canadian de televiziune produs de The Movie Network și Movie Central în colaborare cu Shaftesbury Films. Serialul, care se desfășoară timp de patru sezoane din 2004 până în 2008, se învârte în jurul oamenilor de știință de la NorBAC (North American Biotechnology Advisory Commission), o organizație fictivă cu un laborator cu sediul în orașul Toronto. Organizația investighează probleme de natură științifică, cum ar fi bioterorismul, bolile misterioase sau schimbările radicale ale mediului în Canada, Statele Unite și Mexic. NorBAC este condus de David Sandström (interpretat de Peter Outerbridge), cercetător-șef, biolog molecular. Prin acest personaj, serialul abordează adesea probleme sociale, politice și etice de actualitate legate de știință.
Serialul a fost difuzat inițial pe The Movie Network și Movie Central, cu retransmisii pe Global și Showcase în Canada. La nivel internațional poate fi văzut la FX în Regatul Unit, The Science Channel, Halogen TV și în sindicare la CW Plus în Statele Unite și FX Latin America în Mexic; precum și numeroși radiodifuzori din Europa și Asia. Distribuția internațională este gestionată de Oasis International. Din aprilie 2012, emisiunea poate fi văzută și pe Hulu. Din noiembrie 2018, ReGenesis este disponibil şi pe canalul Roku.
Aled Edwards, consultantul științific al seriei, este un biolog molecular de marcă din Canada, director al Consorțiului de genomică structurală.

## Personaje

### Personaje principale
- David Sandström (Peter Outerbridge) – canadian. Biolog molecular, cercetător-șef al NorBAC.
- Carlos Serrano (Conrad Pla) – mexican. Genetician și medic medical la NorBAC. S-a dezvăluit că este gay după ce a încercat să împiedice evoluția primului său iubit de la statutul HIV pozitiv la SIDA (Sezonul 1, episodul 7).
- Caroline Morrison (Maxim Roy) (sezoanele 1–2) – americană. Directorul executiv al NorBAC. Vorbește cel puțin patru limbi: engleză, franceză, spaniolă și chineză mandarină .
- Jill Langston (Sarah Strange) (sezoanele 1–2) – americană. Primul înlocuitor al virologului principal al NorBAC, Hira Khan.
- Bob Melnikov (Dmitri Chepovetsky) – canadian. Biochimist la NorBAC și fost student al lui David Sandström. El este considerat un geniu, cu un scor IQ de 162 (Sezonul 1, Episodul 5) și a obținut două doctorate (Sezonul 1, episodul 11). A fost diagnosticat cu sindromul Asperger .
- Rachel Woods (Wendy Crewson) (sezoanele 3–4) – americană. Al doilea înlocuitor ca virusolog principal la NorBAC și soția înstrăinată a lui Carleton Riddlemeyer.
- Mayko Tran (Mayko Nguyen) – canadian. Cercetător în bioinformatică și mai târziu al doilea înlocuitor al NorBAC ca director executiv.
- Weston Field (Greg Bryk) – american. Asistent al directorului executiv al NorBAC Caroline Morrison, mai târziu primul înlocuitor ca director executiv.
- Carleton Riddlemeyer (Geraint Wyn Davies) (sezoanele 3–4) – american. Consilier științific la Casa Albă și soțul înstrăinat al lui Rachel Woods.
- Enuka Okimba (Karen LeBlanc) (sezonul 4) – american. Al treilea înlocuitor ca virusolog principal la NorBAC.

### Personaje recurente
- Hira Khan (Mishu Vellani) (sezonul 1) – Virolog principal original la NorBAC.
- Lilith Sandström (Elliot Page) (sezonul 1) – fiica lui David, în vârstă de 15 ani.
- Mick Sloane (Mark Rendall) (sezonul 1) – Un băiat de vârsta lui Lilith care crede că a fost clonat. El a fost de fapt creat ca parte a unei proceduri in vitro și a fost un geamăn identic cu Cal, al cărui embrion unic a fost implantat în soția doctorului Sloane. Embrionul geamăn - al lui Mick - a fost înghețat, iar după ce s-a descoperit că Cal are cancer osos, dr. Sloane a început să manipuleze ADN-ul lui Mick pentru a elimina gena defectă care a provocat cancerul. În acest proces, a ajuns să facă alte schimbări, neintenționate, ceea ce a dus la boala lui Mick. Se știe că Mick este cu 2 ani mai tânăr decât Cal și că Mick s-a născut la 2 ani după moartea mamei sale (ceea ce face parte din ceea ce l-a făcut să creadă că este o clonă în primul rând), dar nu este clar dacă cei 2 ani. evenimentele sunt direct legate.
- Owen (Michael Seater) (sezoanele 2–3) – Un tânăr de 17 ani fără adăpost care trăiește în metroul din New York City, care îi arată lui David Sandström acasă la metrou după ce i-a furat geanta lui David. Locuiește cu David o perioadă, dar pleacă după ce este arestat pentru neglijență criminală, după ce o fată de 14 ani cu care era implicat moare din cauza unei supradoze de droguri. David îl apără în instanță în timpul audierii sale pe cauțiune, dar Owen este încarcerat pentru detenție până la proces. Trecând greu în închisoare, încearcă să se spânzure, apoi acceptă un tratament care ar trebui să-i modifice chimia creierului pentru a-și depăși dependența și, eventual, a-l elibera. Cu toate acestea, suferă de efecte secundare ale experimentului, lăsându-l afectat psihic și handicapat fizic.
- Dr. Gordon Petras (James Allodi) – Terapeut la care se consultă echipa NorBAC după evenimente traumatice.
- Dr. Simon Jessup (Darren Boyd) – neuroștiință britanic care vizitează NorBAC. El o asistă pe Mayko într-un caz din Texas care implică boala vacii nebune și creșterile IQ, iar mai târziu îi ajută pe Caroline și Bob cu nepotul lui Caroline, Glenn.

## Muzică
Tema principală a cântecului ReGenesis este „Anywhere But Here” a trupei Behavior din Montreal. Behavior este un alias pentru producătorul / compozitorul Michael McCann . Partitura serialului este compusă în principal de Tom Third, cu numeroase contribuții ale compozitorului de film/TV Robert Carli și a fost revăzută de Ron Proulx și Andrea Higgins de la Arpix Media.